# (6564) Asher
(6564) Asher ist ein die Marsbahn streifender Asteroid des Hauptgürtels. Er wurde am 25. Januar 1992 durch den britisch-australischen Astronomen Robert McNaught am Siding-Spring-Observatorium (IAU-Code 413)  in der Nähe von Coonabarabran in Australien entdeckt.
Benannt ist er nach dem britischen Astronomen David J. Asher (* 1966), der am Armagh Observatory in Nordirland arbeitet und dort mit Robert McNaught Forschungen an Meteoren durchführt.